# Bøffel
En bøffel er en betegnelse for forskellige arter af okser, især i slægten Bubalus.
Det drejer sig først og fremmest om de to arter:
- Afrikansk bøffel (Syncerus caffer)
- Asiatisk vandbøffel (Bubalus arnee)

Betegnelsen bruges desuden også om amerikansk bison (Bison bison).